# Empresa fantasma
Una empresa fantasma o empresa pantalla, también llamada sociedad interpuesta, es una compañía que sirve como vehículo para diferentes operaciones empresariales sin tener ella misma activos significativos u operaciones propias. Las empresas fantasma no son ilegales en sí, y pueden tener objetivos empresariales legítimos. Sin embargo, son un componente importante de la economía sumergida, especialmente de aquella basada en paraísos fiscales.
Una operación clásica para eludir impuestos está basada en la compra y venta a través de compañías fantasma en paraísos fiscales (conocidas como sociedades offshore) para ocultar beneficios auténticos. La firma principal lleva a cabo sus operaciones internacionales a través de una compañía fantasma, de manera que no tiene que reportar a su país los importes, evitando impuestos.
Un ejemplo de uso legal de una compañía fantasma sería el de una firma fabricante de productos de alimentación que establece una compañía fantasma para vender sus productos como marca blanca de un distribuidor minorista de precios bajos. La firma, al ocultar su relación con el distribuidor de descuento y el hecho de que sus productos se venden como marca blanca, evita diluir el precio de su marca principal, que es más cara. Otro ejemplo de uso legal de este tipo de sociedades son las sociedades preconstituidas, que son sociedades mercantiles paralizadas y sin activos hasta su adquisición por terceros, que de este modo se ahorran las gestiones de constitución de su propia sociedad.
Es importante diferenciar a una empresa fantasma de una empresa zombiː la empresa zombi tiene actividad, tiene empleados, produce bienes o da servicios. La empresa fantasma no tiene actividad ni empleados y solo existe sobre el papel.

## Sociedad instrumental, interpuesta o pantalla
Una sociedad interpuesta, instrumental o pantalla, en economía y negocios, es aquella sociedad, empresa o compañía que se crea con el objetivo de eludir impuestos, evasión fiscal y corrupción bancaria. Las grandes corporaciones, grupos empresariales y grandes bancos actúan, en ocasiones, con empresas instrumentales en paraísos fiscales.
La sociedad instrumental, dependiendo del contexto y país, puede ser legal y se constituye generalmente con un pequeño capital social para cubrir un objetivo fiduciario de limitación de responsabilidad.
La lucha contra las sociedades pantalla es el origen de iniciativas legales a nivel europeo en el ámbito de la lucha contra los tráficos.

## Testaferro
El testaferro es el término usado para señalar a la persona o personas que suplantan, encubren o se disfrazan legalmente, prestando su nombre e identidad, firma, o bien su personería ya sea física o jurídicamente, emulando el papel social de la persona mandante a la que en el fondo representa. Esta palabra significa literalmente «cabeza de hierro» en italiano.